# Capela da Senhora da Penha de França
A Capela de Nossa Senhora da Penha de França é uma capela situada na vila de Ponte de Lima, em Portugal. O edifício actual foi mandado construir em 1613 por João Lourenço, homem do povo e oficial de ofício, a suas expensas, com o intuito de permitir aos cativos da Torre da Cadeia (que se situa em frente) a assistência ao culto religioso. Este fundador instituiu ainda na capela uma missa para todos os Domingos do ano, pela sua alma e de seus parentes, contratando o seu cumprimento junto da Santa Casa da Misericórdia de Ponte de Lima, nomeando esta última também como administradora da capela. O retábulo-mor foi construído em meados do século XVIII. Em 1983 foi classificada como Imóvel de Interesse Público.